# Нова Йолча
Нова Йолча — (біл. Новая Ёлча), село (веска) в складі Брагінського району розташоване в Гомельській області Білорусі. Село підпорядковане Новойолчанській сільській раді (колишній центр сільради) і в ньому мешкає 119 осіб (станом на 2004 рік).
Село Нова Йолча розташоване на південному сході Білорусі, у південній частині Гомельської області - орієнтовне розташування [Архівовано 17 травня 2020 у Wayback Machine.], за 41 км на південний схід від районного центру Брагіна та за 2 км від залізничної станції Йолча.

## Галерея

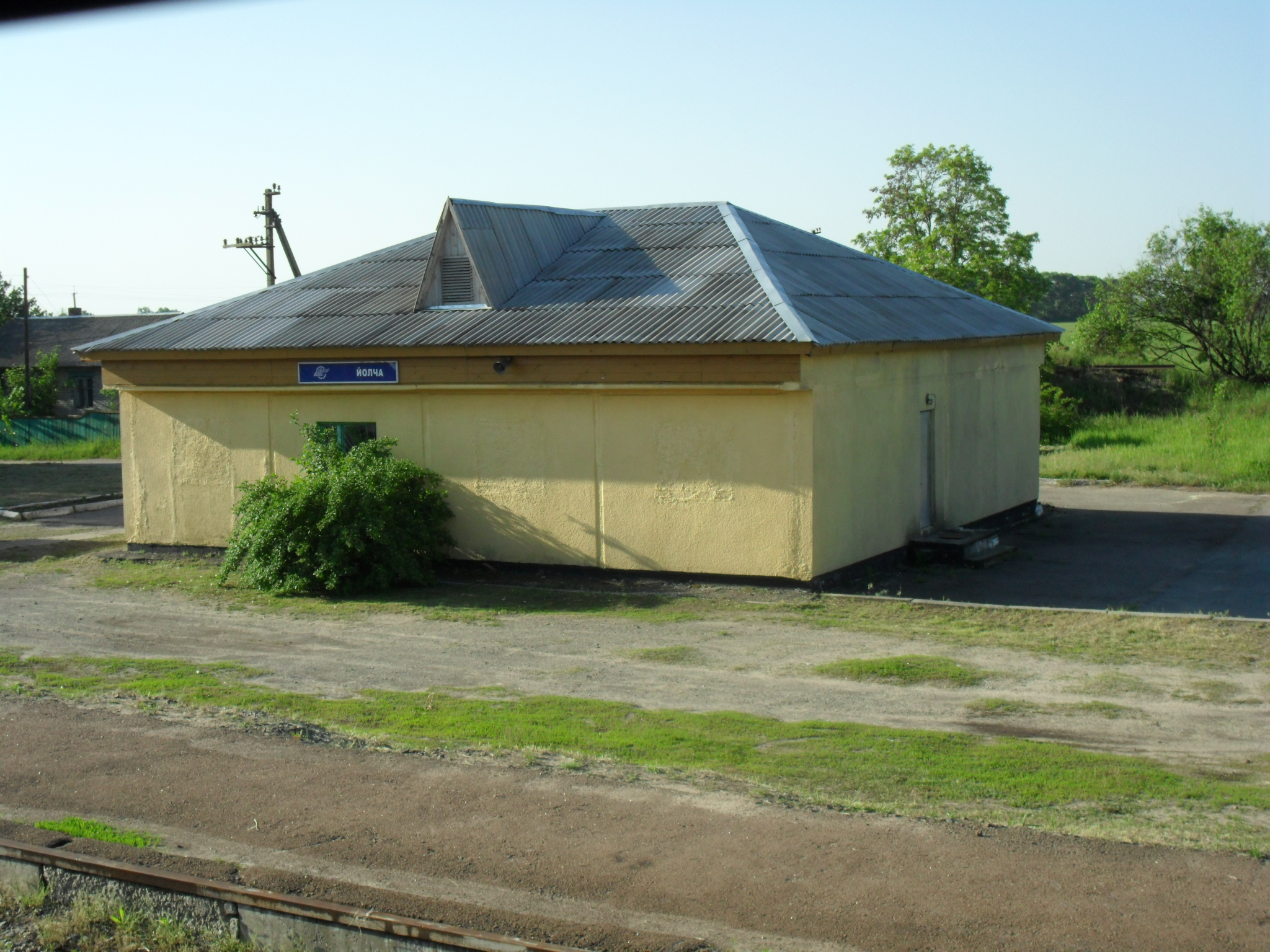
Залізнична станція «Йолча» в околицях села

.